# Glądy (Grunwald)
Pour les articles homonymes, voir Glady.
Glądy est un village polonais de la voïvodie de Varmie-Mazurie, dans le powiat d'Ostróda.